# 还原黑25
还原黑25（英語：Vat Black 25）是一种还原染料，其分子式为C₄₅H₂₂N₂O₅，相对分子质量为668.664 Da。显偏黄绿色的黑色（缁色），光泽乌黑煜煜。其耐光、耐热、耐强碱、耐强酸、耐有机溶剂。

## 合成方法
将苯绕蒽醌卤代，得到苯绕蒽醌的二卤代物。之後，用氧化铜作催化剂，让1-氨基蒽醌与二卤代苯绕蒽醌发生取代反应(约280℃，反应3小时)，同时加入碳酸钠吸收反应中生成的氯化氢，得到缩合产物。将缩合产物在氢氧化钾中碱熔闭环(约132℃或者稍低于浓氢氧化钾溶液的沸点，可使用浓的氢氧化钾溶液并反应1小时)，将碱熔後的溶液中的不溶性物质过滤掉，之后用空气氧化碱熔後的液体，得到纯的还原黑25。然後，氢氧化钾溶液还可以继续重複用于碱熔闭环。

## 用途
除了用于还原染料以外，还可以用于颜料、墨水，以及任何需要黑色、灰色、灰色色调的地方。